# Den store Grønlandsfilm
Den store Grønlandsfilm er en stumfilm fra 1922 instrueret af Eduard Schnedler-Sørensen.

## Handling
Billeder af dagligt liv i Grønland, af sæljagt og hajfiskeri samt jagt på hvalros og isbjørn. Derudover er der optagelser af starten på Knud Rasmussens 5. Thule-ekspedition.